# Amphilochoides longimanus
Amphilochoides longimanus är en kräftdjursart. Amphilochoides longimanus ingår i släktet Amphilochoides och familjen Amphilochidae. Inga underarter finns listade i Catalogue of Life.